# Deutscher Filmpreis 2008

Logo der Deutschen Filmakademie

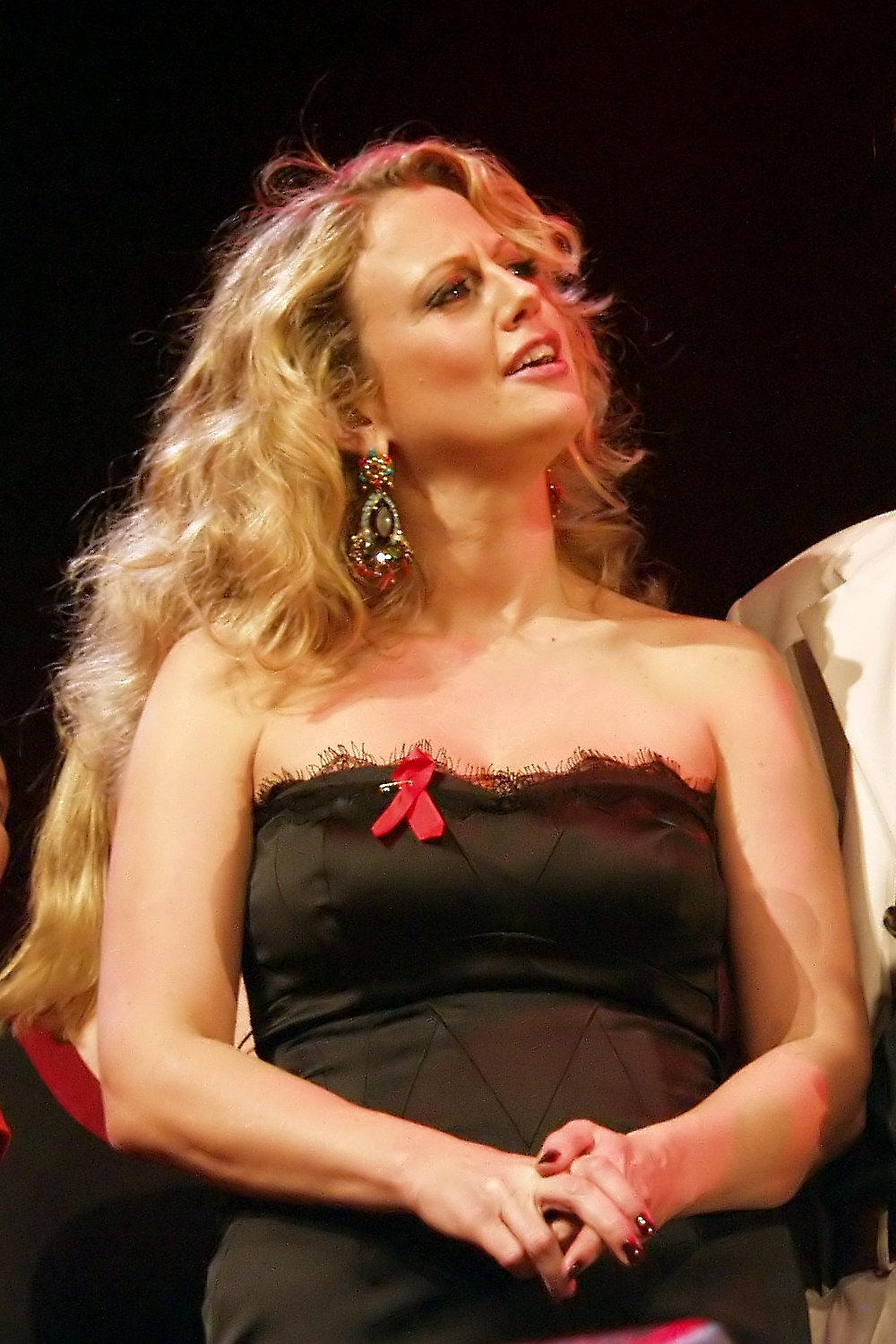
Barbara Schöneberger

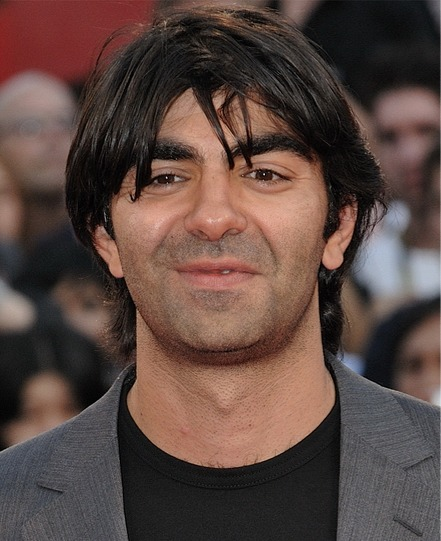
Bester Film, Beste Regie und Bestes Drehbuch: Fatih Akın

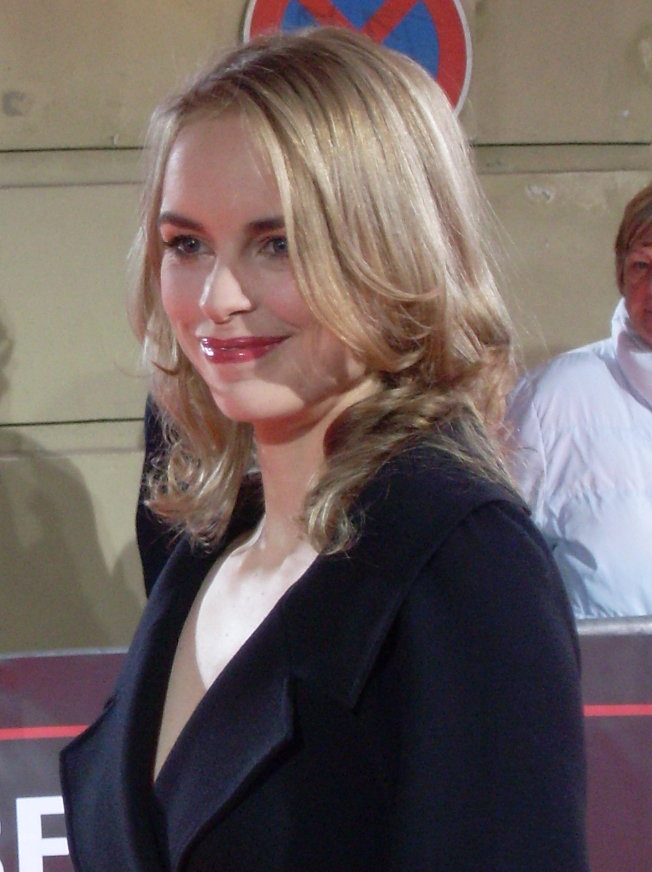
Beste weibliche Hauptrolle: Nina Hoss

Der Deutsche Filmpreis 2008 wurde am 25. April 2008 von der Deutschen Filmakademie vergeben. Zum dritten Mal fand die Verleihung im Berliner Palais am Funkturm statt, erstmals wurde die zeitversetzt im Fernsehen übertragene Gala von Barbara Schöneberger moderiert. Es wurden Preise in insgesamt 15 Kategorien verliehen.
Wie bereits im Vorjahr wurden die Nominierungen von Senta Berger, der Präsidentin der Deutschen Filmakademie, und Bernd Neumann, dem Beauftragten der Bundesregierung für Kultur und Medien, im ZDF-Morgenmagazin bekanntgegeben. Die meisten Nominierungen erhielten dabei Doris Dörries Kirschblüten – Hanami, der einzige deutsche Beitrag im Wettbewerb der Berlinale 2008, und Fatih Akıns Auf der anderen Seite, der Deutschlands Kandidat bei der Oscarverleihung 2008 war.
In einer Vorauswahl wurden von einer Jury 27 Filme für die Kategorien Bester Film, Bester Kinder- und Jugendfilm und Bester Dokumentarfilm nominiert, aus denen dann die 1000 Mitglieder der Akademie die Nominierungen bestimmten. Erstmals wird bei den drei Preisträgern in der Kategorie Bester Spielfilm nicht mehr zwischen einer Goldenen und zwei Silbernen Lolas, sondern je nach Stimmenanzahl zwischen einer Goldenen (500.000 Euro Preisgeld), einer Silbernen (425.000 Euro) und einer Bronzenen Lola (375.000 Euro) unterschieden.
Im Vorfeld der Nominierungen gab es eine Kontroverse um Til Schweigers Komödie Keinohrhasen. Im Januar 2008 hatte Schweiger aus Verärgerung über die Nichtberücksichtigung seines Filmes seinen Austritt aus der Akademie erklärt und die Stiftung eines eigenen Filmpreises angekündigt. Nach Angaben der Akademie konnte der Film aber deshalb nicht berücksichtigt werden, weil die Produzenten es versäumt hatten, den Film fristgerecht zum Auswahlverfahren anzumelden. Inzwischen wurde der Streit aber beigelegt, Schweiger trat der Deutschen Filmakademie wieder bei.
Den Ehrenpreis für seine herausragenden Verdienste um den deutschen Film erhielt der Filmemacher Alexander Kluge. Kluge wurde schon 1982 als einer der Unterzeichner des Oberhausener Manifestes für sein langjähriges und hervorragendes Wirken im deutschen Film mit dem Filmband in Gold ausgezeichnet. Günter Rohrbach, Präsident der Deutschen Filmakademie, betonte aber, dass Kluge „über sein künstlerisches Schaffen hinaus […] auch filmpolitisch aktiv [war]. Die deutschen Filmschaffenden verdanken ihm bis heute wesentliche Initiativen der staatlichen Förderung. Seit geraumer Zeit hat Kluge seine imponierende Kreativität auf das Fernsehen konzentriert. Er ist dabei aber unverändert das geblieben, was er von Anfang an war, ein leidenschaftlicher Filmemacher“.
Als bester Film wurde Auf der anderen Seite mit dem Filmpreis in Gold ausgezeichnet. Mit weiteren Auszeichnungen für den besten Schnitt und für das beste Drehbuch und die beste Regie erhielt Fatih Akıns Film die meisten Preise. Als bester Darsteller wurde erwartungsgemäß Elmar Wepper für seine Rolle in Kirschblüten – Hanami ausgezeichnet. Doris Dörries Film erhielt den Filmpreis in Silber und mit dem Preis für das beste Kostümbild insgesamt drei Auszeichnungen. Der dritte Preisträger in der Kategorie Bester Spielfilm war die Neuverfilmung des Jugendromans Die Welle (2008). Der 18-jährige Frederick Lau erhielt für seine Rolle in Die Welle die Auszeichnung als bester Nebendarsteller. Beste Nebendarstellerin wurde Christine Schorn in der Komödie Frei nach Plan. Als beste Hauptdarstellerin wurde Nina Hoss für ihre Rolle in Yella geehrt. Sie hatte im Vorjahr für diese Rolle den Silbernen Bären bei der Berlinale gewonnen.

## Nominierungen und Preisträger
| Meiste Lolas         | Auf der anderen Seite (4 Auszeichnungen) |
| Meiste Nominierungen | Kirschblüten – Hanami (6 Nominierungen)  |

### Bester Spielfilm
Auf der anderen Seite (Filmpreis in Gold) – Produktion: Fatih Akin, Klaus Maeck, Andreas Thiel
- Kirschblüten – Hanami (Filmpreis in Silber) – Produktion: Molly von Fürstenberg, Harald Kügler
- Die Welle (Filmpreis in Bronze) – Produktion: Christian Becker

Außerdem nominiert:
- Am Ende kommen Touristen – Produktion: Britta Knöller, Hans-Christian Schmid
- Shoppen – Produktion: Ralf Westhoff, Florian Deyle, Martin Richter
- Yella – Produktion: Florian Koerner von Gustorf, Michael Weber

### Bester Dokumentarfilm
Prinzessinnenbad – Produktion: Peter Schwartzkopff, Katja Siegel
- Am Limit – Produktion: Kirsten Hager, Erich Lackner, Mirjam Quinte

### Bester Kinder- und Jugendfilm
Leroy – Produktion: Oliver Stoltz
- Max Minsky und ich – Produktion: Maria Köpf

### Beste darstellerische Leistung – männliche Hauptrolle
Elmar Wepper – Kirschblüten – Hanami
- Matthias Brandt – Gegenüber
- Ulrich Noethen – Ein fliehendes Pferd

### Beste darstellerische Leistung – weibliche Hauptrolle
Nina Hoss – Yella
- Carice van Houten – Black Book
- Valerie Koch – Die Anruferin
- Victoria Trauttmansdorff – Gegenüber

### Beste darstellerische Leistung – männliche Nebenrolle
Frederick Lau – Die Welle
- Justus von Dohnányi – Bis zum Ellenbogen
- Herbert Knaup – Du bist nicht allein

### Beste darstellerische Leistung – weibliche Nebenrolle
Christine Schorn – Frei nach Plan
- Hannelore Elsner – Kirschblüten – Hanami
- Hanna Schygulla – Auf der anderen Seite

### Beste Regie
Fatih Akın – Auf der anderen Seite
- Doris Dörrie – Kirschblüten – Hanami
- Christian Petzold – Yella

### Beste Kamera/Bildgestaltung
Benedict Neuenfels – Liebesleben
- Hans Fromm – Yella
- Daniel Gottschalk – Trade – Willkommen in Amerika

### Bester Schnitt
Andrew Bird – Auf der anderen Seite
- Ueli Christen – Die Welle
- Hansjörg Weißbrich – Trade – Willkommen in Amerika

### Bestes Szenenbild
Erwin Prib – Absurdistan
- Christian M. Goldbeck – Liebesleben
- Eduard Krajewski – Das wilde Leben

### Bestes Kostümbild
Sabine Greunig – Kirschblüten – Hanami
- Petra Kray – Das wilde Leben
- Yan Tax – Black Book

### Beste Filmmusik
Ali N. Askin – Leroy
- Annette Focks – Ein fliehendes Pferd
- Ralf Wengenmayr – Lissi und der wilde Kaiser

### Beste Tongestaltung
Dirk W. Jacob, Dominik Schleier, Martin Steyer, Pawel Wdowczak – Trade – Willkommen in Amerika
- Joe Knauer, Max Rammler, Erik Mischijew, Matz Müller – Am Limit
- Frank Kruse, Matthias Lempert, Fabian Schmidt, Carsten Richter, Hanse Warns – Die drei Räuber

### Bestes Drehbuch
Fatih Akın – Auf der anderen Seite
- Doris Dörrie – Kirschblüten – Hanami
- Ralf Westhoff – Shoppen

### Ehrenpreis für herausragende Verdienste um den deutschen Film
Alexander Kluge